# Haroun Tazieff
Haroun Tazieff (11. května 1914 Varšava — 2. února 1998 Paříž) byl francouzský geolog a vulkanolog polského původu, který se proslavil především filmy s tematikou sopečných výbuchů, které točil pro National Geographic, slavný byl například jeho snímek o výbuchu italské Etny roku 1971. Vystudoval geologii na univerzitě v Lutychu. Jeho mimořádnou popularitu ve francouzském kulturním okruhu ukázala anketa Největší Francouz roku 2005, v níž obsadil 47. místo.

## Filmografie
- Les Rendez-vous du Diable (1959)
- Le Volcan interdit (1966)
- La Terre, son visage (1984)
- La Mécanique de la Terre (1984)
- Les Colères de la Terre (1984)
- Les Déserts arides de glaces (1984)
- Les Eléments naturels qui façonnent le paysage de la Terre
- Haroun Tazieff et les volcans (1984)
- Retour à Samarkand (1991)